# پرستوهای حنایی
 پرستوهای حنایی (نام علمی: Cecropis) نام یک سرده از تیره پرستویان است.

## گونه‌ها
- پرستوی خط‌دار بزرگ Cecropis cucullata
- پرستوی خط‌دار کوچک Cecropis abyssinica
- پرستوی سینه‌حنایی Cecropis semirufa
- پرستوی مسجد Cecropis senegalensis
- پرستوی دمگاه‌حنایی Cecropis daurica
- پرستوی سری‌لانکایی Cecropis hyperythra
- پرستوی خط‌دار Cecropis striolata
- پرستوی شکم‌حنایی Cecropis badia